# 黑果茵芋
黑果茵芋（学名：Skimmia melanocarpa）为芸香科茵芋属下的一个种。

## 扩展阅读
- 維基物種上的相關：黑果茵芋